# Cocol
El cocol es un pan dulce típico de la gastronomía mexicana. Tiene forma romboidal, textura seca y un tanto esponjosa y un sabor fuerte a anís y piloncillo. A veces, puede estar cubierto con semillas de ajonjolí. Es común comerlo con nata, cajeta o mermelada en los desayunos y meriendas, para acompañar al atole, al café de olla o a un vaso de leche.
El cocol es típico de los estados de Hidalgo, México, Morelos, Tlaxcala, Puebla y la Ciudad de México, donde todavía se elabora tradicionalmente en Milpa Alta. Desde 2001, en Atotonilco el Grande (Hidalgo) se celebra cada septiembre el Festival del Cocol, con motivo de las fiestas patronales dedicadas a San Agustín.

## Origen
Se considera uno de los panes más antiguos de México. Su nombre proviene del náhuatl cocolli, que significa ‘riña’ o ‘enojo’, también significa "torcido", en alusión a la forma en cómo se amasa; de esta raíz proviene también el término coloquial cocolazo, ‘golpe’ o ‘disparo’. También se usan las expresiones coloquiales «estar cocol» o «irle [a alguien] cocol» para referirse a estar mal o irle a alguien mal.
El cocol se remonta a la Conquista española de México. El arte de hornear el pan fue traído por los españoles a Mesoamérica (ya que hasta entonces sólo existía la harina de maíz). Los mexicas aprendieron a cultivar, moler y hornear el trigo, y luego se hicieron los suyos con los ingredientes que eran comunes en ese momento. Este nuevo pan se llamaba cocol, y se lo conoce como torito en algunas partes del país.

## Variantes

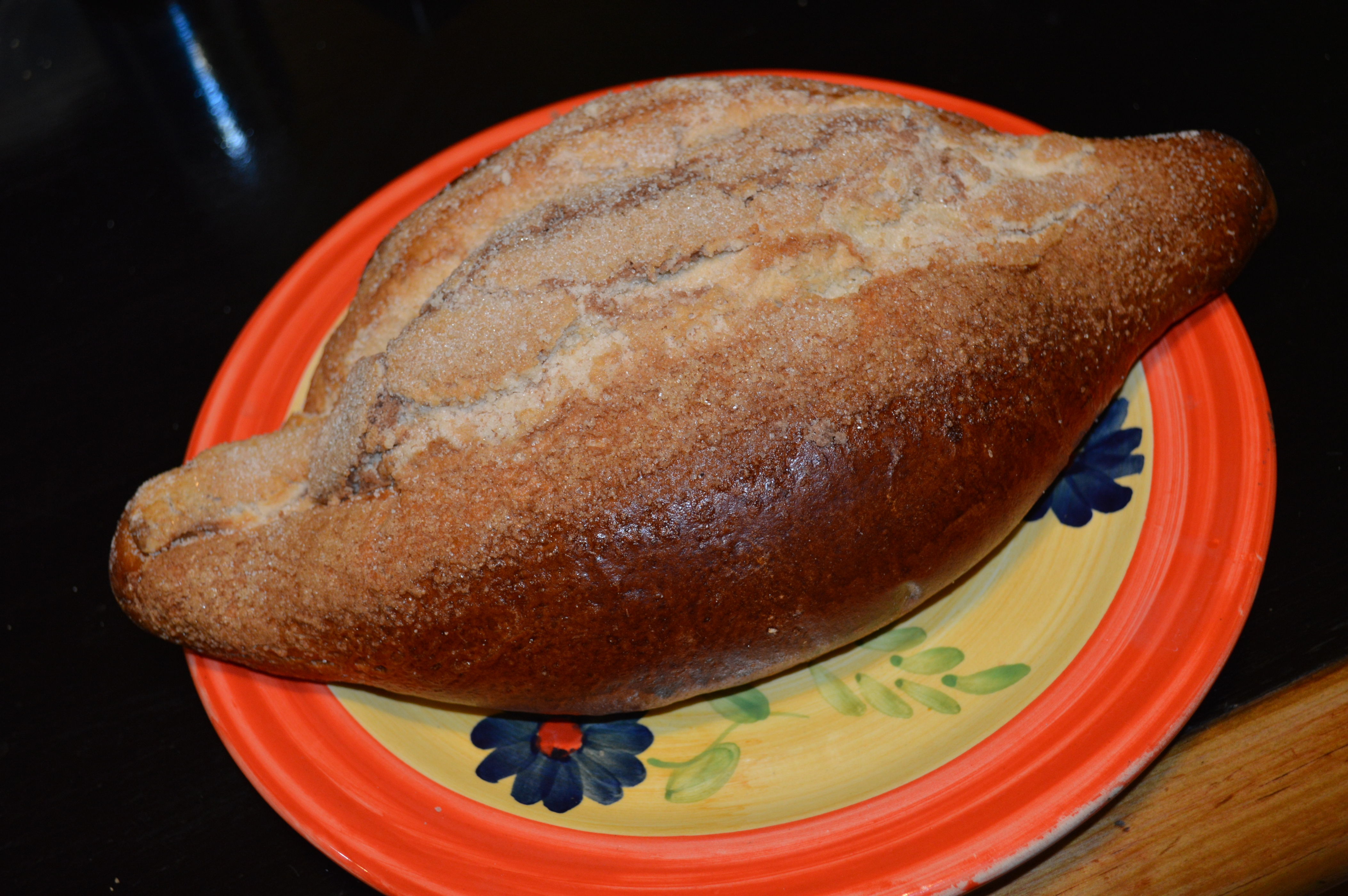
Pan pechuga.

Al parecer, el cocol nace del chimistlán o chimisclán, otro pan dulce con forma romboidal, pero carente de ajonjolí. El chimistlán suele ser menos dulce y más sencillo, por lo que también se le denomina así al cocol mal hecho. De hecho, existe la expresión popular «Ay, cocol, ya no te acuerdas cuando eras chimistlán», original de una canción de Mario Moreno ‘Cantinflas’, para referirse a las personas trepas, que son exitosas que se sienten superiores a los demás y no recuerdan su pasado más pobre. Actualmente la producción y consumo del chimistlán es casi nula, siendo sustituido por el cocol.
El cocol martajado, es la variante más sencilla del cocol, hecha con harina de baja calidad y sin decoración adicional. En cambio, el cocol más caro suele ser el pechuga, que se le suele barnizar la superficie con huevo para dorarlo y se decora con grecas. Dependiendo de la región de elaboran con diferentes ingredientes; también existen el cocol relleno de semillas de ajonjolí y el decorado con azúcar glass por encima.